# سليم الصايغ
سليم الصايغ (31 يناير 1961  -)، سياسي لبناني.

## حياته العلمية والعملية
- إنظم إلى حزب الكتائب اللبنانية عام 1974.[2][3]
- حاصل على عدة شهادات، حيث حصل بعام 1983 على شهادة في إدارة الأعمال[2][3]، وفي عام 1985 حصل على شهادة بالحقوق[2][3]، وفي عام 1986 على شهادة في العلوم السياسية[2][3]، وفي عام 1989 حصل على شهادة الماستر في العلاقات الدولية والدبلوماسية[2][3]، كما حصل على شهادة في دراسات معمقة في التاريخ[2][3] وعلى الدراسات في الدبلوماسية وقانون المنظمات الدولية في عام 1990.[2][3] وفي عام 1992 حصل على شهادة الدكتوراه في القانون[3] وذلك من «جامعة باريس الحادية عشر».[2]
- عمل كأستاذ وأستاذ زائر في عدد من الجامعات في لبنان وخارجه.[2][3]
- في عام 2005 عين مستشارًا للرئيس أمين الجميّل[3]، وفي عام 2008 أختير نائبًا ثانيًا لرئيس حزب الكتائب اللبنانية.[2]
- في 9 نوفمبر 2009 عين وزيرًا للشئون الاجتماعية في حكومة الرئيس سعد الدين الحريري في عهد الرئيس ميشال سليمان[2]، وظل يتولى المنصب حتى 13 يونيو 2011.

## حياته الأسرية
متزوج ولديه ولد وبنت هما بيار وراشيل.